# Malaise dans la civilisation
Cet article possède un paronyme, voir Malaise dans l'inculture.
Pour les articles homonymes, voir malaise.
Malaise dans la civilisation, ou Le Malaise dans la culture (titre original : Das Unbehagen in der Kultur), est un livre de Sigmund Freud écrit durant l'été 1929 et paru en 1930 à Vienne à l'Internationaler Psychoanalytischer Verlag.

## Histoire du livre
Freud commence de travailler à ce livre en juillet 1929. Il appelle d'abord une ébauche de son essai Das Glück und die Kultur (« le bonheur et la culture »), puis Das Unglück in der Kultur (« le malheur dans la culture »), avant d'en arriver au titre définitif, sous lequel le livre paraîtra en 1930, Das Unbehagen in der Kultur, soit Le Malaise dans la culture (dans la traduction française des Œuvres complètes de Freud / Psychanalyse).

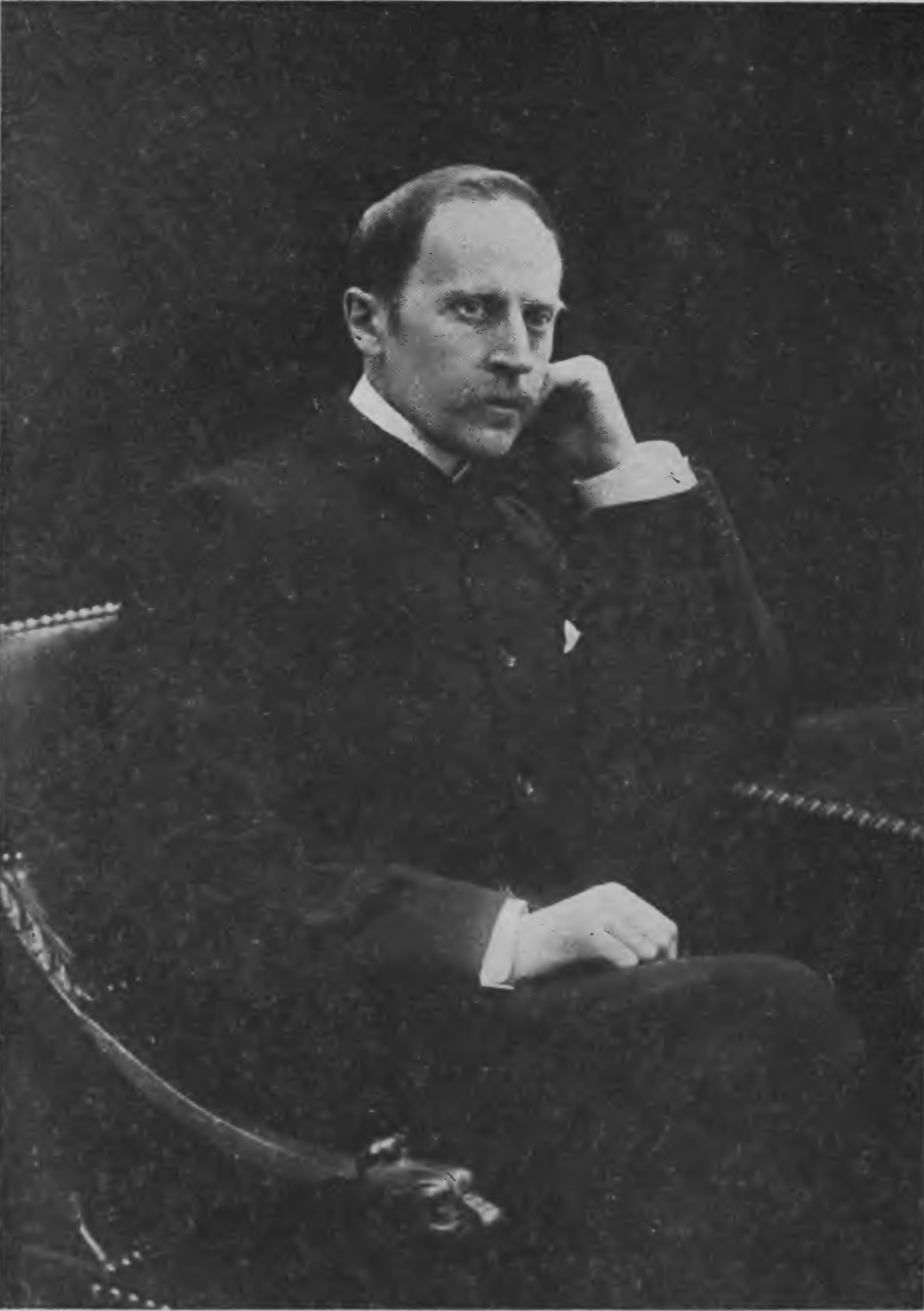
Romain Rolland, 1921.

### Une réponse à Romain Rolland

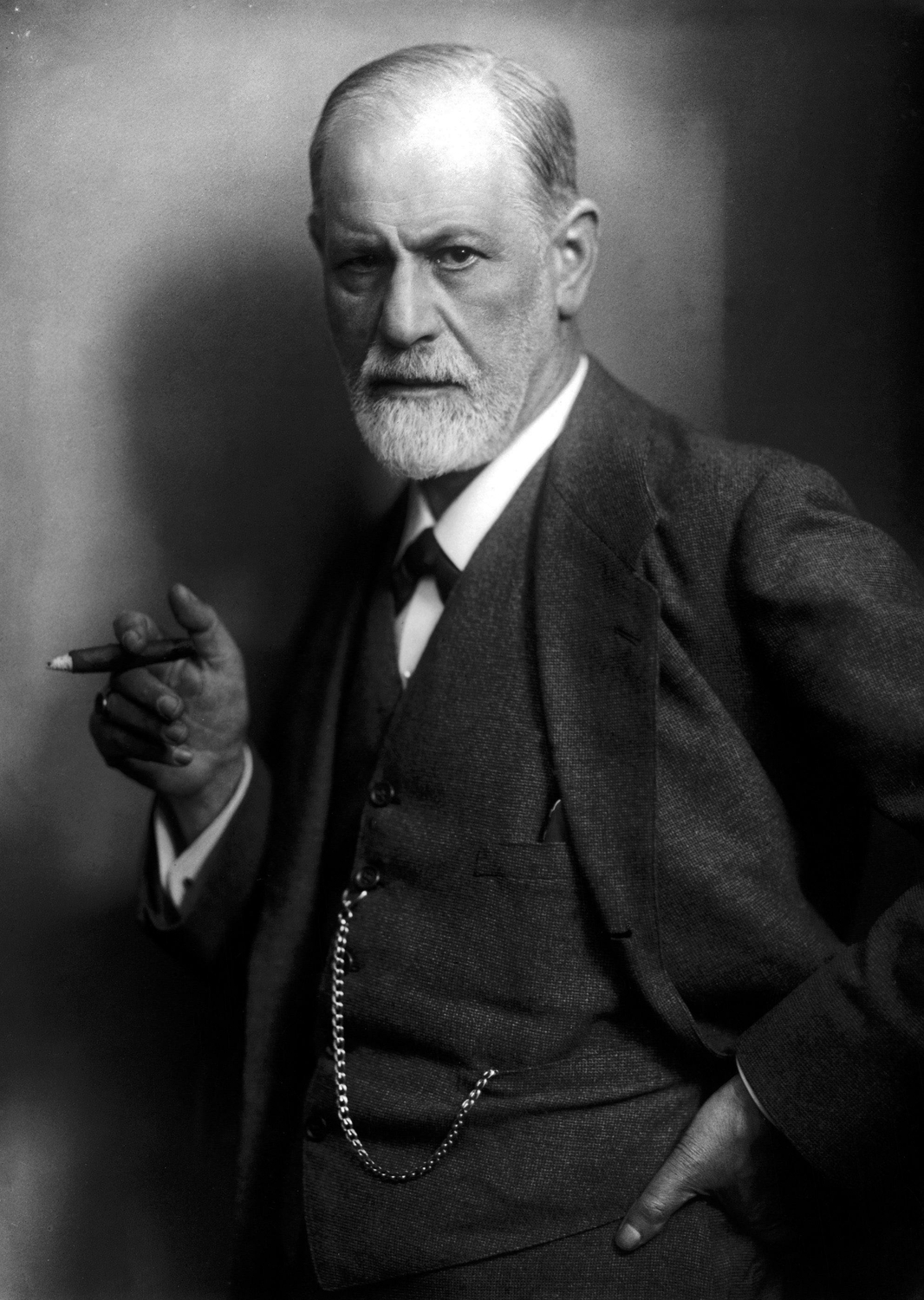
Sigmund Freud, vers 1921.

Le Malaise dans la culture représente en premier lieu une réponse à  Romain Rolland qui reproche à l'auteur de L'Avenir d'une illusion, d'avoir manqué à analyser l'essence du sentiment religieux, en tant que celui-ci paraît voisin de cette plénitude dont l'homme est toujours en quête. D'après Élisabeth Roudinesco et Michel Plon, Rolland entend par « sentiment religieux » une « sensation religieuse », ou ainsi qu'il en fait part à Freud dans sa lettre de remerciement pour l'envoi de son livre (L'Avenir d'une illusion, 1927) : « le fait simple et direct de la sensation de l'éternel », qu'il qualifie de « sentiment océanique ».
Freud commence par répondre qu'une telle plénitude est la répétition de celle éprouvée par le nourrisson, le réconfort religieux ne faisant que satisfaire le besoin initial de protection du petit d'homme. L'homme est sans cesse contrecarré dans sa recherche du plaisir, et son expérience du malheur s'origine, écrit Freud, dans « la surpuissance de la nature, la caducité de notre propre corps et la déficience des dispositifs qui règlent les relations des hommes entre eux dans la famille, l'État et la société ».

### Contexte
Freud entreprend la rédaction de Malaise dans la civilisation au cours de ses vacances d'été à Berchtesgaden en 1929. Jean-Michel Quinodoz rapporte que l'ouvrage est souvent considéré « comme un testament sociologique sombre mais lucide ». Il s'achève sur une note plutôt pessimiste, où Freud s'interroge sur le futur de l'humanité « depuis que la technique permet aux hommes de s'exterminer jusqu'au dernier ».
Le mardi 29 octobre 1929, une semaine avant la remise de son manuscrit, la bourse de New-York s’effondre : c'est la Grande Dépression de 1929. Un an plus tard, en septembre 1930, le parti nazi conforte sa position au Reichstag, ouvrant ainsi la voie du pouvoir à Adolf Hitler. Le 7 décembre 1930, Freud écrit dans une lettre à Arnold Zweig : « Nous allons vers de sombres temps. Je ne devrais pas m'en soucier, avec l'apathie de la vieillesse, mais je ne peux m'empêcher d'avoir pitié de mes sept petits-enfants. »
Les thèmes que Freud aborde dans Malaise ont déjà été esquissés dans « La morale sexuelle civilisée » (1908), puis dans « Considérations actuelles sur la guerre et la mort (1915), ils seront repris dans « Pourquoi la guerre ? » (1933).

### Publication, éditions
Le Malaise dans la culture, daté de 1930, paraît en décembre 1929 et rencontre d'emblée un grand succès, note Michèle Porte, succès qui ne s'est pas démenti depuis. Douze mille exemplaires sont vendus la première année, une première réédition allemande suit en 1931, le livre est traduit en anglais dès 1930, en espagnol (1936), français (1943), italien (1971) et portugais (1974), tandis que les commentaires suscités donnent lieu à une vaste bibliographie.

#### Premières éditions allemandes
- 1930 : 1re publication, Das Unbehagen in der Kultur, Wien, Internationaler Psychoanalytischer Verlag, 136 p.[1].
- 1931 : 2e édition, avec des ajouts[1].
- 1934 : Gesammelte Schriften, t. XII, p. 29-114[1].
- 1948 : Gesammelte Werke, t. XIV, p. 421-506[1].
- 1974 : Studienausgabe, t. IX, p. 197-270[1].

#### Traduction anglaise
- 1961:  Civilization and its Discontents, Standard Edition, tome XXI, p. 64-145[1].

#### Traductions françaises
- 1943 et 1971 : Malaise dans la civilisation, traduit par Ch. et J. Odier, Revue française de psychanalyse, 7 (4), p. 692-769, et Paris, Denoël et Steele, 81 p.[1] ; 1971 : Réédition, Paris, PUF, 107 p.[1].
- 1994 et 2004 : Le Malaise dans la culture, Œuvres complètes de Freud / Psychanalyse (OCF.P), tome XVIII, traduction de P. Cotet, R. Laîné, J. Stute-Cadiot, Paris, PUF, p. 245-333  (ISBN 2 13 046576 5); coll. « Quadrige », préface de Jacques André, 2004  (ISBN 2-13-054701-X).
- 2010 : Le Malaise dans la culture, présentation par Pierre Pellegrin, traduction par Dorian Astor, Paris, GF Flammarion, 2010  (ISBN 2-081-36668-1)
- 2010 : Malaise dans la civilisation, traduction : Aline Oudoul, préface de Laurie Laufer, Paris, Payot, coll. « Petite Bibliothèque Payot », 2010  (ISBN 2-228-90570-4)
- 2010 : Le Malaise dans la civilisation, traduction : Bernard Lortholary, présentation et notes par Clotilde Leguil, Paris, Points Essais no 63, 2010  (ISBN 978-2-7578-0215-1)

## Kultur: «civilisation» ou «culture»?
Dans Malaise dans la civilisation, Freud définit cette dernière ainsi : « Le terme civilisation (Kultur) désigne la totalité des œuvres et des organisations dont l'institution nous éloigne de l'état animal de nos ancêtres et qui servent à deux fins : la protection et la réglementation des hommes entre eux ».
Selon Jean-Michel Quinodoz, les termes de « culture » et de « civilisation », employés indifféremment par Freud pour cet ouvrage par nombre de ses traducteurs, ont donné lieu à de nombreux débats : leur signification est interprétée différemment selon les auteurs ou les traducteurs, et suivant les époques. Dans Malaise, le mot « Kultur » est plus souvent utilisé que le mot « Zivilisation », même si les deux termes existent en allemand. Quinodoz rappelle que Freud a déjà donné une définition élargie de ce qu’il entend par « Kultur » dans L'Avenir d'une illusion, déclarant explicitement qu’il « dédaigne de séparer la civilisation de la culture ». Dans Malaise dans la civilisation, il établit une distinction au sein de la notion même de « Kultur », qui correspond à la distinction faite en général (par exemple dans le Dictionnaire Robert) entre la culture conçue comme  « l’ensemble des aspects intellectuels d’une civilisation »  et la civilisation conçue comme « l’ensemble des acquisitions des sociétés humaines (opposé à nature, barbarie) ». Quinodoz considère que l’évolution des idées en philosophie et sciences humaines a conduit progressivement à ce que l’on fasse entrer ce que l’on désignait auparavant par « culture » dans la définition même de la « civilisation », ce qui a amené, selon lui, les traducteurs des Œuvres complètes de Freud à opter pour un nouveau titre : Malaise dans la culture.

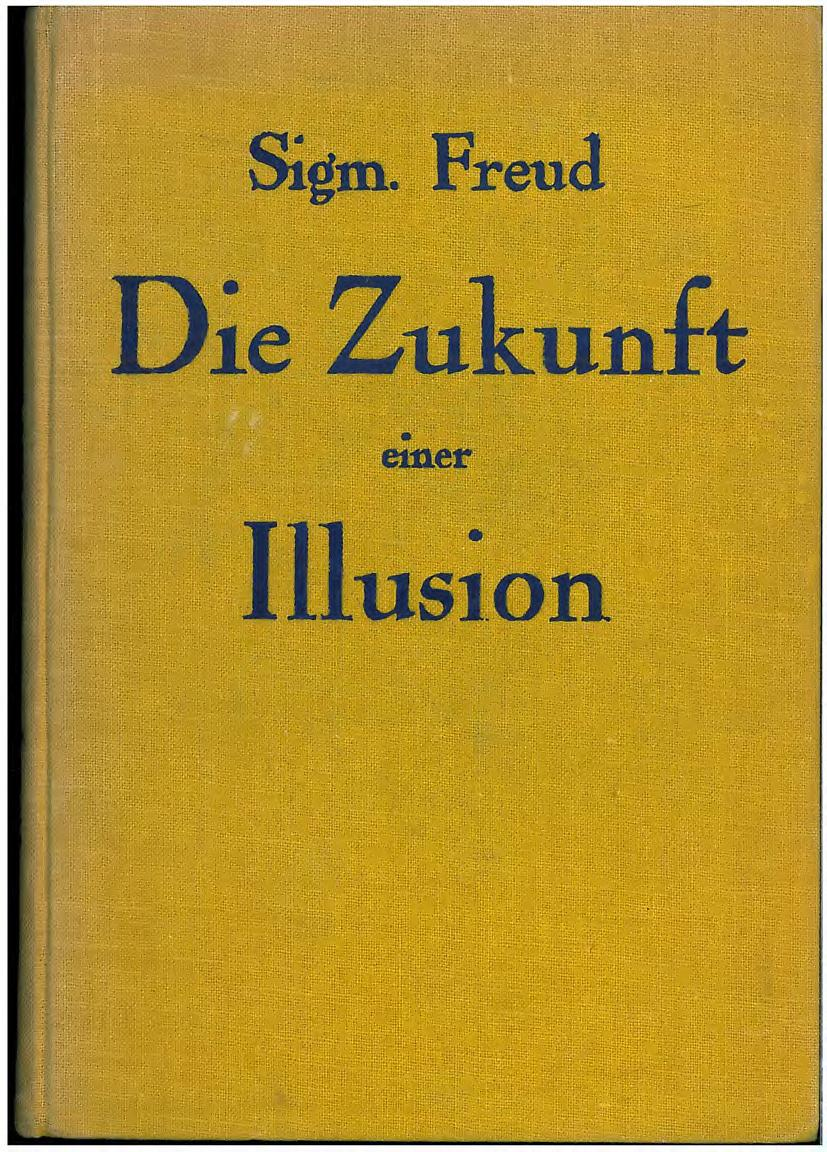
Dans L'Avenir d'une illusion (1927), Freud déclare qu’il dédaigne de séparer la civilisation de la culture.

En 2010, le traducteur Dorian Astor explique comment le terme « culture » correspond davantage au texte et aux idées de Freud, qui choisit d'utiliser ce seul terme de « Kultur », « méprisant souverainement l'opposition entre Kultur et Zivilisation sans cesse réactivée par les intellectuels allemands tout au long du XIXe siècle et jusqu'à la fin du troisième Reich. ». Astor rappelle alors lui aussi ce qu'écrit Freud dans L'Avenir d'une illusion (1927) : « je dédaigne de séparer culture et civilisation » . Il s'oppose ainsi à une grande partie de ses contemporains allemands dans leur combat idéologique, des auteurs comme Nietzsche, Oswald Spengler ou Thomas Mann opposant « la Zivilisation, état avancé des techniques et des formations politiques et sociales brillant d'un éclat artificiel et mensonger (comme en France), et la Kultur, développement spirituel, organique et authentique, tel que l'Allemagne devait l'incarner. » Dorian Astor poursuit en disant que le choix en français de « civilisation » se réfère à une défense du « citoyen » (civis) et de la mission « civilisatrice » de la France, au mieux universaliste, au pire colonialiste ; dès lors, « la logique se voulait simple : si c'est Kultur qui est mélioratif en allemand, c'est “civilisation” qui l'est en français. ». Ainsi, selon lui et Pierre Pellegrin, qui présente l'édition de sa nouvelle traduction, le terme « culture » semble plus juste, aussi bien dans son acception étroite (Freud étant un grand admirateur des grandes figures de la culture que sont les penseurs, les artistes, les savants), que dans son sens d'arrachement à la nature qui fait qu'un homme ne saurait se passer de culture, « parce qu'un humain hors culture n'est plus humain ». Dorian Astor justifie ce choix en concluant ainsi sa note : « Précisément parce qu'il y a un Malaise dans la culture, le terme de civilisation s'entacherait, dans une traduction française de Freud, de ce suspect “narcissisme des petites différences” que dénonce notre auteur, et ne ferait que trahir le sentiment névrotique de notre sentiment de supériorité ».

## Organisation de l'ouvrage
Le premier chapitre, qui ouvre sur une « mention du grand homme (à propos de Romain Rolland) », donne lieu à un commentaire sur le sentiment « océanique » selon une interprétation narcissique. Freud développe ensuite sa « vaste métaphore de la Rome fantastique » qui contiendrait tout comme le Moi à l'origine. Mais s'il concède que le sentiment océanique peut bien exister comme trace mnésique, lui, Freud, « ne s'engagera pas sur cette voie des Mères » (qu'il évoque, sans explicitation). Il entend maintenir « la suprématie de la religion du Père » : la culture « naît de la religion du Père, des monothéismes européens ».

Dans les chapitres qui suivent, où il convoque plusieurs écrivains européens, il décrit « l'impossibilité d'atteindre le bonheur » dans la culture avec laquelle nous entretenons des rapports ambivalents, soit l'opposition de la culture et de la sexualité. Il dresse un état des connaissances, avant d'avancer ses hypothèses selon les points de vue économique, dynamique et topique. D'après Michèle Porte, la réponse à l'inhibition quant au but des pulsions sexuelles  qu'exigent les forces et dynamiques des masses (Psychologie des masses et analyse du moi) est d'abord économique : « les pulsions d'agression des hommes mettent “la société de la culture” en danger ». Du point de vue dynamique, c'est-à-dire en rappelant sa doctrine de la pulsion, Freud montre comment se développe dans la culture « le combat entre Éros et mort, pulsion de vie et pulsion de destruction, tel qu'il se déroule au niveau de l'espèce humaine ». Du point de vue topique (seconde topique), la fin de l'ouvrage est consacrée « à une étude raffinée du Surmoi, de la conscience morale, du remords, du sentiment de culpabilité et du besoin de punition ». Michèle Porte cite Freud sur l'importance donnée au sentiment de culpabilité dans son essai : 

« Je soupçonne les lecteurs d'avoir l'impression que les discussions sur le sentiment de culpabilité font éclater le cadre de cet essai, en prenant pour elles trop de place [...]. Cela peut bien avoir dérangé l'architecture de ce traité, mais correspond tout à fait à l'intention de mettre en avant le sentiment de culpabilité comme le problème le plus important du développement de la culture, et de montrer que le prix à payer pour le progrès de la culture est une perte de bonheur, de par l'élévation du sentiment de culpabilité. »

— Sigmund Freud, Malaise dans la culture

## Thèmes principaux

### «Le prix de la culture»
La culture, en l'occurrence la société, est elle-même, après la famille et l'État, la troisième cause du malaise — Michel Plon parle du « prix de la culture ». Les aides et protections que représentent les institutions et les développements techniques, augmentés de l'illusion qu'ils procurent de pouvoir être toujours améliorés, ne vont pas « sans une contrepartie, l'existence de règles et de contraintes » : celles-ci s'opposent à la jouissance recherchée et sont « la cause d'un malheur renouvelé ». Quant au plaidoyer de certains pour un retour à l'état de nature, Freud souligne qu'il est aussi utopique que les solutions proposées par le christianisme d'un côté et par le communisme de l'autre : l'homme ne peut échapper à la souffrance du dilemme, « ne pas être satisfait de la civilisation mais ne pas pouvoir s'en passer ».

### Pulsion de mort, pulsion d'agression
Chaque être humain dissimule une forte tendance à l'agression envers son semblable et ne peut s’empêcher d’exploiter autrui. Jean-Michel Quinodoz cite Freud rappelant le fameux  « Homo homini lupus » (l’homme est un loup pour l’homme) des Romains : 

« Cette tendance à l’agression, que nous pouvons déceler en nous-même et dont nous supposons à bon droit l’existence chez autrui, constitue le facteur principal de perturbation dans nos rapports avec notre prochain ; c’est elle qui impose à la civilisation tant d’efforts. »

— Sigmund Freud, Le malaise dans la culture
 Selon Michel Plon, les utopies doivent leur échec à leur refus de prendre en compte ces dimensions essentielles du psychisme humain que sont « la haine et l'agressivité, sources de plaisir au même titre que l'amour », figures de la pulsion de mort identifiée par Freud dans Au-delà du principe de plaisir (1920). En ignorant ces dimensions, les tentatives égalitaristes se soutiennent d'un ennemi extérieur, impie, adversaire de classe... Soient autant d'objets de cette agressivité et de cette haine, susceptibles de représenter des sources de plaisir. Freud retrouve là le « narcissisme des petites différences », notion qu'il avait identifiée dans Psychologie des masses et analyse du moi (1921). Jacques Lacan évoquera à ce sujet la « “terreur conformiste” des collectifs ».

### Le surmoi

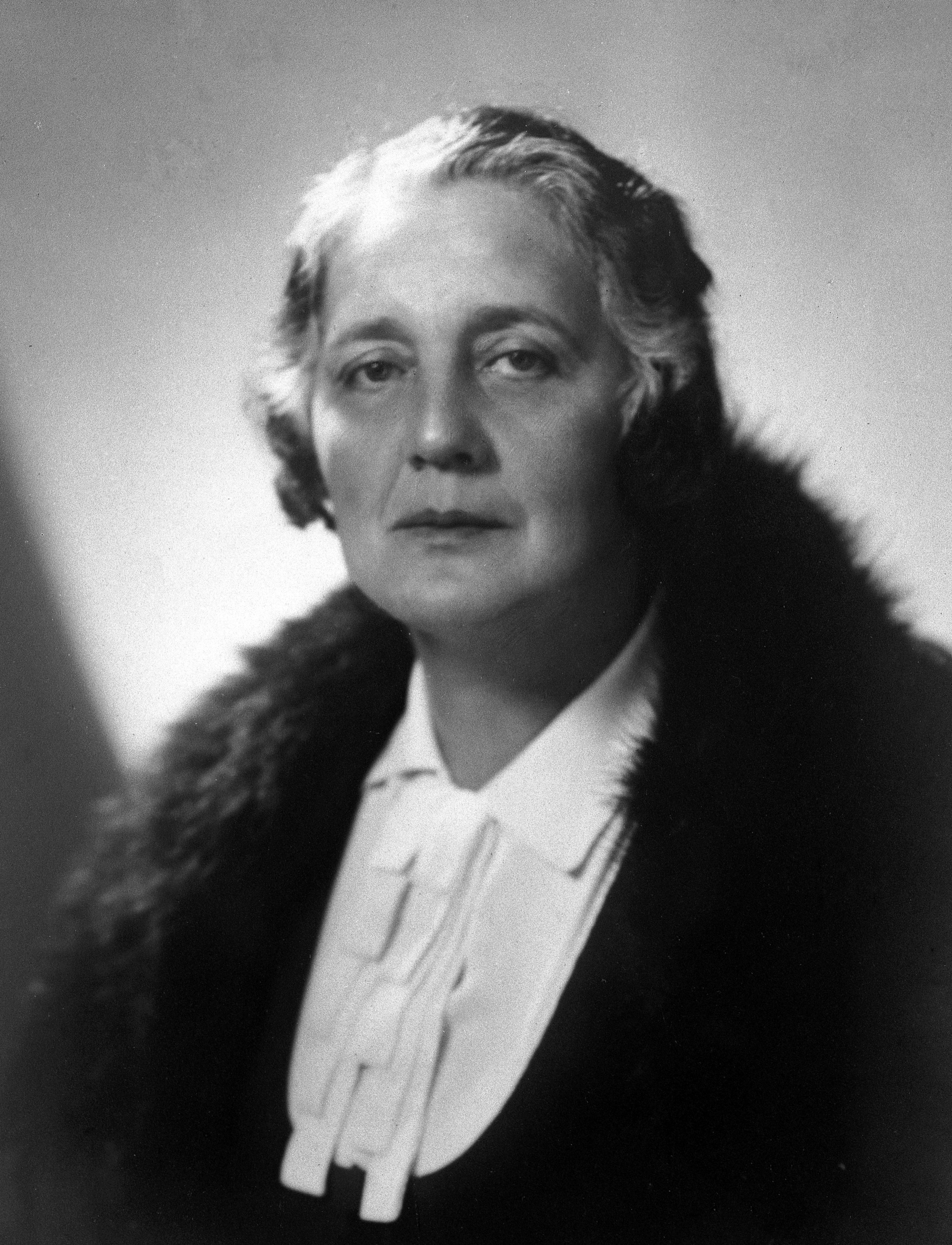
Dans Malaise dans la civilisation, Sigmund Freud se réfère aux travaux de Melanie Klein sur la sévérité du Surmoi.

Pour contrôler cette agressivité de l'homme, la civilisation dispose d'une instance clé du développement psychologique, que la seconde topique freudienne nomme le surmoi, et que Plon décrit comme la « partie du moi, qui s'est mise en opposition avec ce qui, dans le moi, reste le siège de cette agressivité ; le surmoi est donc cette “conscience morale” qui renvoie au moi l'agressivité que celui-ci entend projeter sur l'extérieur, sur les autres, et qui donne ainsi naissance au sentiment de culpabilité ». « Ce sentiment de culpabilité, l'acte agressif réalisé ou non : extérieur et lié à l'origine à l'autorité parentale », a été intériorisé par le surmoi. La culture et ses règles s'étant substituées à l'autorité parentale initiale, elles seront relayées par le surmoi, de sorte que ces contraintes assurent la persistance du même sentiment de culpabilité, « fondement du malaise dont l'être cherche aveuglément la cause ailleurs ».
L'excessive sévérité du surmoi résulte du retournement contre soi-même de l’agressivité éprouvée par l’enfant envers les parents, ainsi que Freud l'observe dans ce propos : « la rigueur originelle du surmoi n’est point, ou n’est pas tellement, celle que l’on a éprouvée de sa part, et qu’on lui attribuait en propre, mais bien notre propre agressivité tournée contre ce surmoi ». Il se réfère alors aux travaux de Melanie Klein en établissant ce constat :  « L’expérience nous enseigne que la sévérité du surmoi qu’élabore un enfant ne reflète nullement la sévérité des traitements qu’il a subis ».

## Le malaise dans la culture aujourd'hui
Freud a écrit Le Malaise dans la culture dans l'Entre-deux-guerres : certes, la Seconde Guerre mondiale couvait, mais ni la Shoah, ni Hiroshima et Nagasaki, ni le Goulag, ni les tueries et les génocides du dernier quart du siècle n'avaient encore eu lieu, relève René Kaës en 2012. Il poursuit : « Les totalitarismes soviétique, maoïste et cambodgien n'étaient pas encore sinistrement installés, la mondialisation n'avait pas déréglé les économies, les emplois et les flux migratoires massifs de population. Le terrorisme planétaire n'avait pas encore fomenté le 11 septembre 2001 [...]. Mais aussi l'Internet, les “réseaux sociaux” et la cyberculture n'existaient pas, ni la préoccupation écologique pour la survie de la planète, et donc celle, pressante, de l'autoconservation de l'humanité ».

Après Le malaise dans la culture (Freud, 1930)
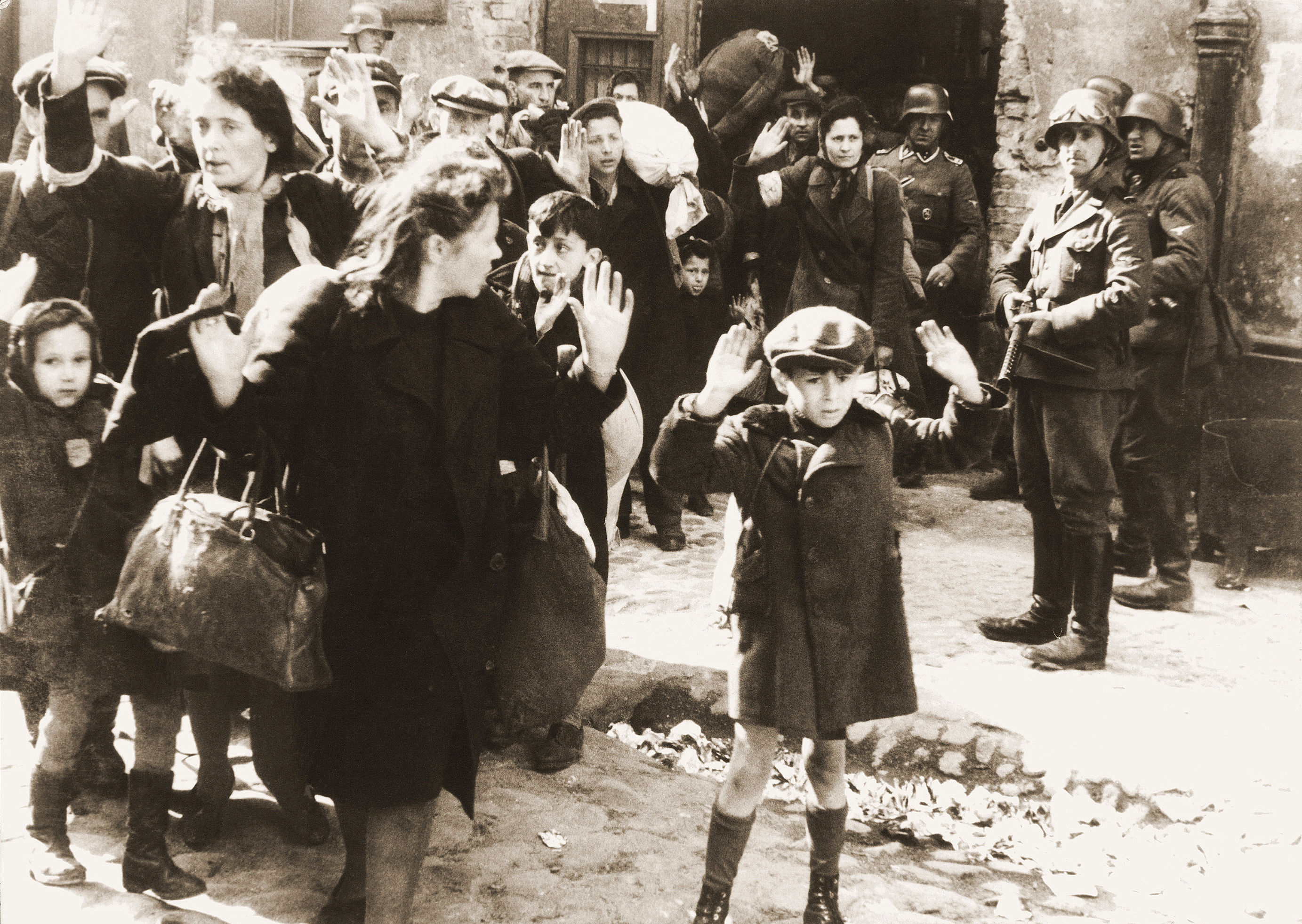
Insurrection du ghetto de Varsovie (Rapport Stroop, 1943)
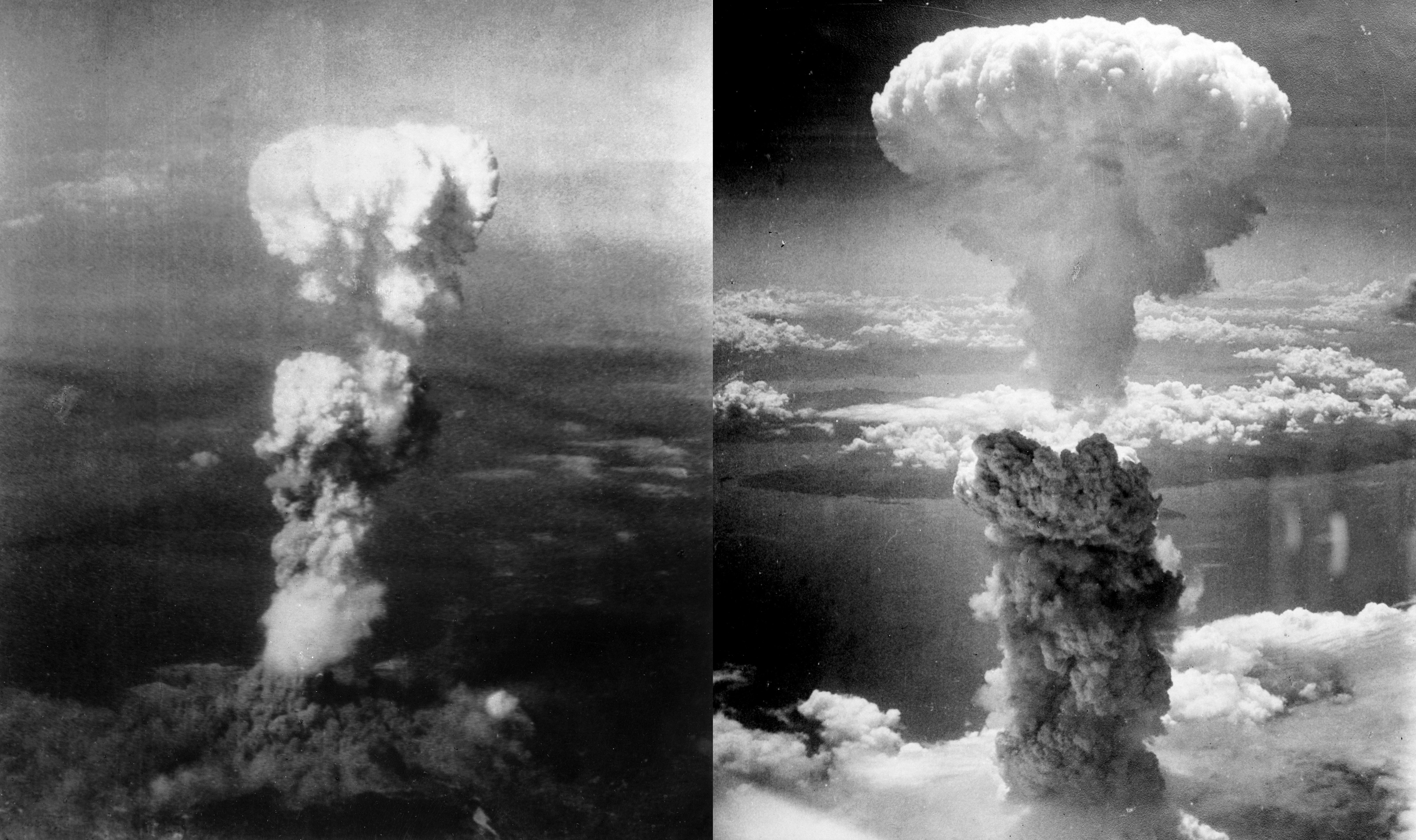
Hiroshima et Nagasaki, 1945
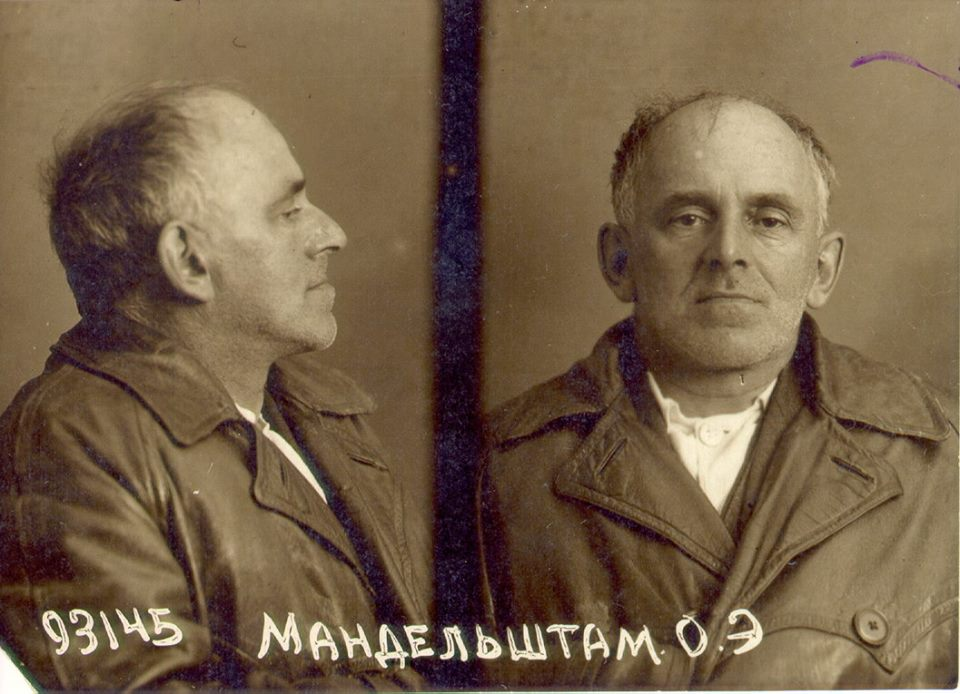
Goulag : Le poète et essayiste russe Ossip Mandelstam photographié lors de son arrestation en 1938 par le NKVD
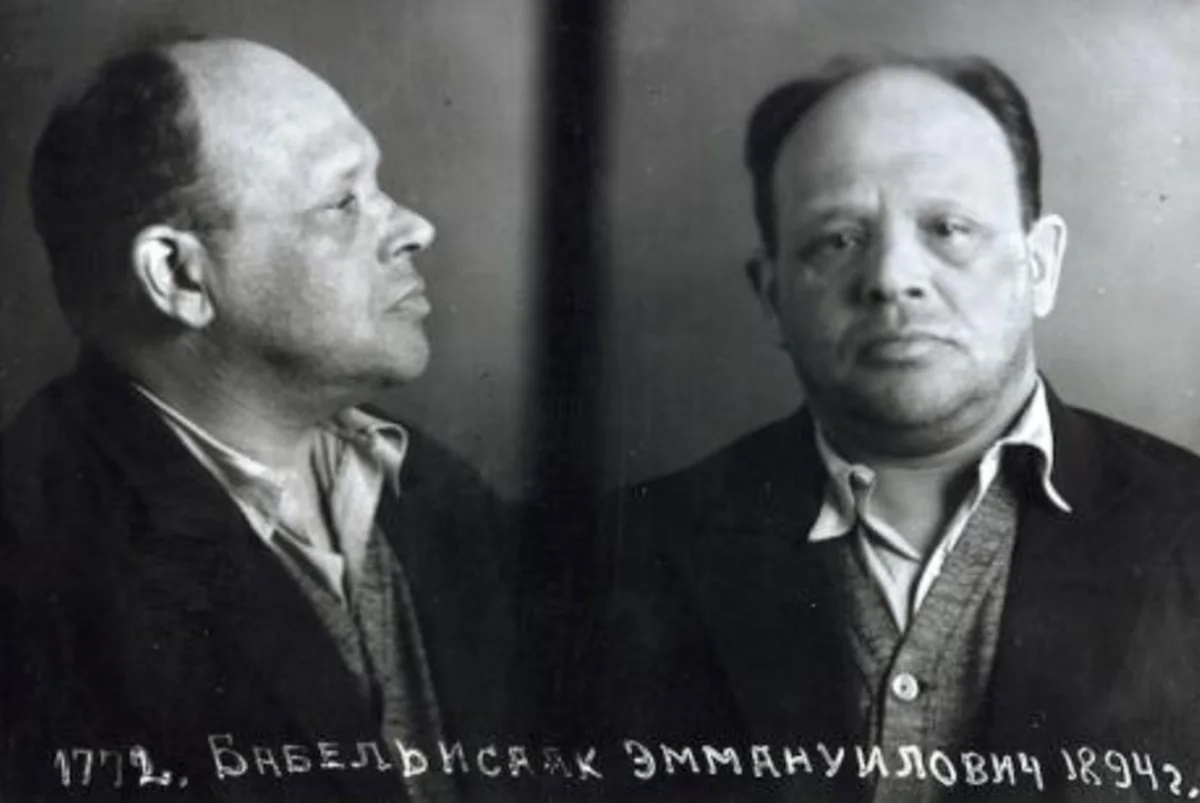
Isaac Babel, mai 1939 (photo NKVD), écrivain soviétique né en 1894 à Odessa dans l'Empire russe et fusillé le 27 janvier 1940 à Moscou
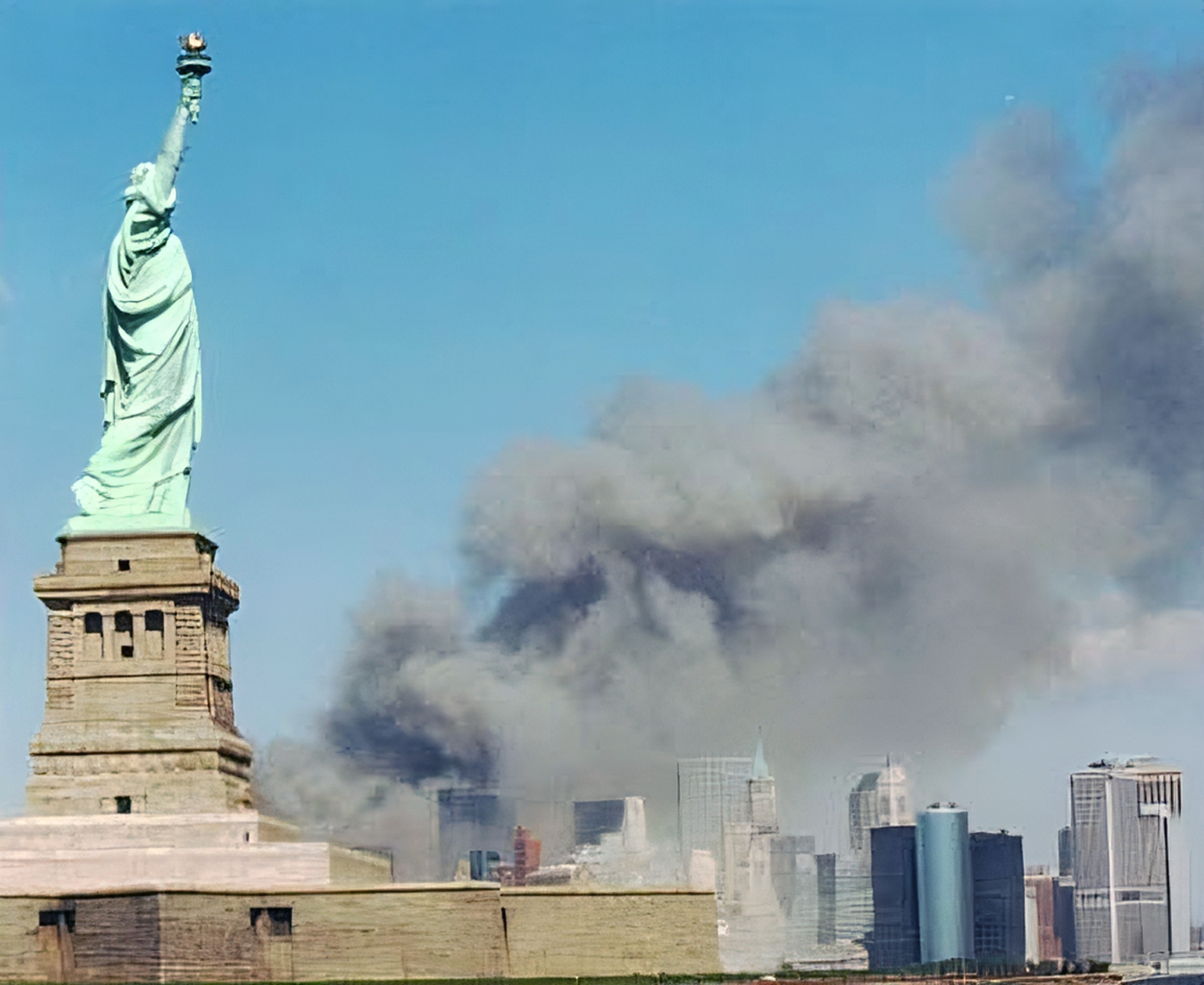
11 septembre 2001
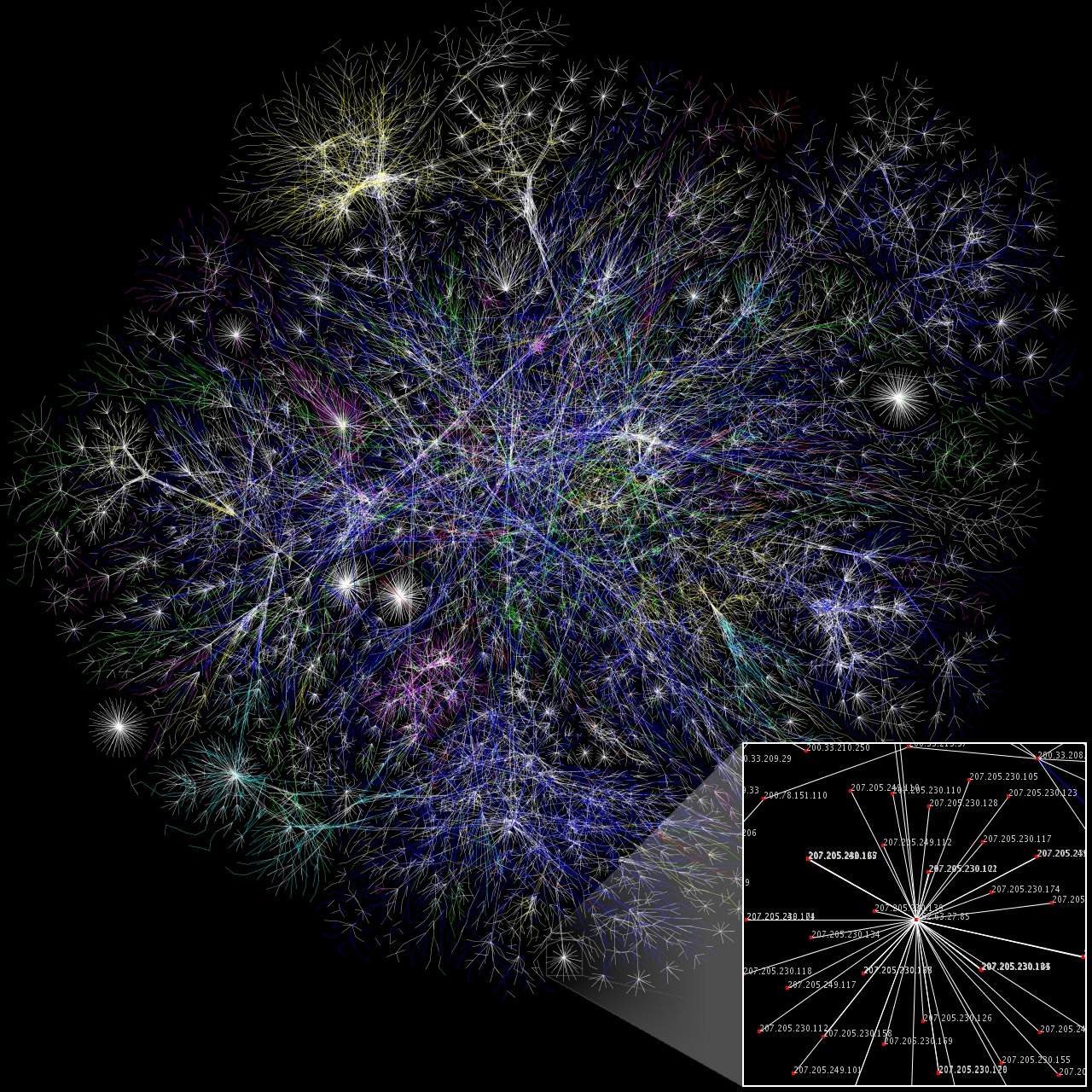
Carte d'Internet, XXIe siècle

Pour Kaës, les concepts de crise et de malaise ne suffisent pas à rendre compte du niveau des bouleversements auxquels nous avons affaire. « Ce qui arrive et se prépare depuis quelques décennies est d'une autre échelle », nous ne sommes pas seulement confrontés à des crises, mais à « des mutations, c'est-à-dire à des changements structuraux et processuels dans les divers niveaux d'organisation de la vie : psychique, sociale, économique, culturelle ». Selon lui, nous n'avons pas seulement affaire à un « malaise » dans la culture (juste traduction de das Unbehagen dans l'essai de Freud), nous avons affaire à un « malêtre ».
En 2011, François Richard, appréhende « l'actuel malaise dans la culture » en ces termes : « L’actuel malaise résulte bien du conflit entre la communauté humaine socialisée et les pulsions sexuelles, mais aussi entre cette communauté et les pulsions agressives et destructrices (ce qui n’est pas la même chose), mais poussé à un tel point qu’il serait métamorphosé en un malaise bien plus compliqué, et sans doute aussi peut-être plus redoutable ». L’idée freudienne selon laquelle la contradiction entre barbarie et civilisation agit à l’intérieur même du Surmoi culturel collectif éclairerait les évolutions contemporaines, mais encore faudrait-il, pense François Richard, « compléter la notion de pulsion de mort par celle de désengagement subjectal », en comprenant qu’« à la névrose actuelle s’est substituée une modalité nouvelle de l’insatisfaction ». Serait enfin à « envisager la complexité d’une situation où l’on trouve à la fois un souci moral croissant et l’expression d’un cynisme sans vergogne ». Dans les formes actuelles du malaise dans la culture, il observe comment « un moi idéal tyrannique tend à se substituer à un surmoi structurant, l’excitation peine à s’organiser en pulsion, faute de structuration du sujet par des interdits et des limites, faute d’objet fiable et repérable ». Dans son article sur le livre de François Richard L'actuel malaise de la civilisation, Dominique Bourdin évoque une resexualisation de la morale culturelle civilisée en même temps que l’affaissement des formes de légitimation de l’autorité, qui  peuvent susciter une structure nodale aboutissant « à la perversion du surmoi et à des formes inédites de barbarie, où les pulsions sexuelles collaborent avec la pulsion de mort ». Dès lors, « des thématiques d’intolérance et de violence liées à la peur comme des actes antisociaux radicaux prolifèrent dans un déplacement en bloc des comportements sociaux vers des crispations collectives. La tension est plus forte que jamais entre les idéaux de respect d’autrui et de maîtrise des pulsions et l’apologie d’une liberté individuelle expérimentant sans limites les mouvements pulsionnels ». L'éthique contemporaine vacille dans son acharnement à interdire le Mal jusque dans des détails mineurs 
(législation et judiciarisation des moindres conduites et des propos), alors que « parallèlement on assiste à une « incivilité », une agressivité et un irrespect croissants ». Il y a là un clivage, où se trouvent dissociés un espace psychique et social où triomphe une morale civilisée mise au goût du jour (comme une civilité plus égalitaire entre hommes et femmes ainsi qu’entre générations, des formes nouvelles de parentalité, un principe de délibération collective dans l’organisation du travail), et un autre espace psychique et social, « imbriqué au premier mais séparé de lui par une frontière invisible, fait de violences et de transgressions parfois extrêmes, mais le plus souvent tout à fait banalisées et non perçues comme telles ». La vie quotidienne et les relations de travail en fournissent de nombreux exemples, sans qu’en soit ressenti le caractère psychopathique ou pervers. L'insatisfaction se retourne aisément en destructivité, contre soi-même ou contre les autres.